# Empoasca sakaii
Empoasca sakaii är en insektsart som beskrevs av Irena Dworakowska 1971. Empoasca sakaii ingår i släktet Empoasca och familjen dvärgstritar. Inga underarter finns listade i Catalogue of Life.